# Argostemma fallax
Argostemma fallax là một loài thực vật có hoa trong họ Thiến thảo. Loài này được Bakh.f. mô tả khoa học đầu tiên năm 1953.